# Johanne Sutton
Johanne Sutton (* 1. Dezember 1966 in Casablanca, Marokko; † 11. November 2001 bei Dasht e-Qaleh, Provinz Takhar, Nordost-Afghanistan) war eine französische Hörfunkjournalistin und Reporterin. Sie kam 2001 zusammen mit ihrem französischen Kollegen Pierre Billaud und dem deutschen Reporter Volker Handloik, der für den stern berichtete, in Nordost-Afghanistan ums Leben. Taliban hatten das gepanzerte Fahrzeug angriffen, in dem sie und fünf weitere Journalisten aus Europa und Australien zusammen mit dem Nordallianz-Kommandanten Amer Bashir im Kalakata-Gebirge unterwegs waren. 
Johanne Sutton legte ihr Journalisten-Diplom 1990 an der Höheren Journalistenschule (École supérieure de journalisme) in Lille ab. Anschließend arbeitete sie für den Sender Radio France Internationale (RFI), der in 20 Sprachen sendet. Sie war zunächst Korrespondentin in Großbritannien. Später berichtete sie vom Prozess um das damalige französische Mineralölunternehmen Elf Aquitaine, die Folgen des Hurrikans Mitch 1998 in Mittelamerika, den Kosovo-Krieg und immer wieder über den Konflikt im Nahen Osten.
| Personendaten    | Personendaten                                          |
| ---------------- | ------------------------------------------------------ |
| NAME             | Sutton, Johanne                                        |
| KURZBESCHREIBUNG | französische Journalistin und Kriegsberichterstatterin |
| GEBURTSDATUM     | 1. Dezember 1966                                       |
| GEBURTSORT       | Casablanca, Marokko                                    |
| STERBEDATUM      | 11. November 2001                                      |
| STERBEORT        | bei Dasht e-Qaleh, Provinz Takhar, Nordost-Afghanistan |